# La copa blava
La copa blava és un quadre pintat per Pablo Picasso a Barcelona entre 1902 i 1903, i dipositat al Museu Picasso de Barcelona.

## Context històric i artístic
Després del suïcidi del seu amic Carles Casagemas el 1901, Pablo Picasso va decidir deixar París i tornar a Barcelona. Al gener següent el pintor està instal·lat a l'estudi d'Ángel Fernández de Soto del carrer Nou de la Rambla, en el barri del Raval, on va pintar els terrats dels edificis propers, va passejar pels carrers i va visitar els bordells de la zona, molts dels quals va pintar, sobretot, dones amb mocador o xal, dretes, encorbades o d'esquena; un món que va plasmar en blau, el color que dominava la seva gamma cromàtica, després d'abandonar la policromia exuberant anterior. D'aquest moment són obres com Retrat de Jaume Sabartés amb gorgera i barret, La dona de la còfia, dues versions de Terrats de Barcelona, La dona del floc de cabells, La copa blava i Retrat de Sebastià Junyent, totes pertanyents a la col·lecció del Museu Picasso de Barcelona.

## Descripció
La simplicitat compositiva, juntament amb la mestria tècnica que hi aboca, fan d'aquest petit oli una obra d'una bellesa plàstica excepcional: converteix una simple copa de vidre en un gerro en el qual reposa la flor.
Picasso manifestà en una ocasió: "L'objecte més quotidià és un vaixell, un vehicle del meu pensament. És per a mi allò que la paràbola és per a Crist". La copa, l'extreu de les escenes de cafè i cabaret de la Barcelona i del París d'aquells anys, que proliferen en la seua obra, de les taules on es recolzen personatges abatuts o alguns dels seus amics, per a individualitzar-la en una altra taula on comparteix protagonisme amb una flor de pètals vermells.
El vidre té un centelleig realçat amb blanc i tocs de blau-fosc que li dona la total transparència i immaterialitat que accentuen el to misteriós i simbòlic de l'obra. A través seu, la visió s'allarga fins a l'opac mur blau del fons. Aquest color tenyeix tota la composició a excepció dels pètals vermells de la flor, que conserva el cor i els nervis blaus. Aquesta espècie de lliri amaril·lis, símbol de la decadència fin de siècle, l'hem trobat abans, el 1900, a la mà de Jaume Sabartés i Gual a Poeta decadent, com també en alguns dibuixos d'aquell moment que hi ha al Museu Picasso de Barcelona i en el ram de la Natura morta de l'any 1901.
Un estudi radiogràfic d'aquest oli sobre tela de 66,1 × 28,5 cm ha descobert que sota aquest hi ha una pintura d'un home de perfil. Fou donat per l'artista al Museu Picasso de Barcelona l'any 1970.